# Data Center da Covilhã

O Data Center da Covilhã é um centro de processamento de dados na Covilhã, Portugal, cuja inauguração foi feita a 23 de setembro de  2013. Pertence à Altice Portugal.
É um dos maiores data centers do mundo, com cerca de 75.500 m² de área e está internacionalmente certificado pelo Uptime Institute como Tier III, certificação que realça o seu elevado nível de desempenho, segurança e disponibilidade.

## Infraestrutura
O arquiteto responsável pelo projeto é João Luís Carrilho da Graça.
Com uma capacidade prevista de 30 petabytes, é um dos 10 maiores do mundo e insere-se na rede de Data Centers da Altice Portugal, a maior rede a nível nacional.
A infraestrutura tem capacidade para instalação de mais de 50.000 servidores ligados à rede de fibra ótica de alta velocidade com débitos simétricos de 100 Gbps, através de 4 links dedicados, dois dos quais directamente ligados ao Brasil.
Está desenhado para ter até 4 blocos técnicos e um bloco de suporte, correspondendo a um total de 75.500m² de área. Também contém 24 salas TI com 12.000m² de espaço amplo.
Apresenta um rácio de Eficiência de Utilização Energética (PUE) de 1.25.

### Eficiência Energética
- Alimentada em 100% por fontes de energias renováveis
- Central fotovoltaica
- Sistema de arrefecimento Air Free Cooling
- Sistemas de controlo e monitorização avançados

### Segurança da Infraestrutura
- Controlo de acessos por cartão, biometria, Circuito Fechado de Televisão (CCTV), Videovigilância e sistema inovador de Palm Vein
- Central de Segurança
- Sistema automático de deteção/extinção de incêndios
- Equipa permanente de field support

## Escolha da cidade
A Covilhã foi a cidade escolhida das 26 localidades a serem analisadas para a construção do Data Center. Entre as razões da escolha, encontram-se o baixo risco de fenómenos naturais, a temperatura do ar e humidade, baixo impacte ambiental e possibilidade de aproveitamento de recursos naturais.
A formação de novos colaboradores para o Data Center faz-se em parceria local com a Universidade da Beira Interior através de uma pós-graduação em Tecnologias de Informação para data centers. O curso tem a duração total de 11 meses, divididos entre um primeiro semestre de aulas curriculares, seguido de um estágio remunerado feito em contexto de trabalho.